# 長崎バイパス
長崎バイパス（ながさきバイパス、英語: NAGASAKI BY-PASS）は長崎県諫早市多良見町を起点とし、同県長崎市に至る一般国道34号バイパスである。西日本高速道路が一般有料道路として管理している自動車専用道路。長崎自動車道の長崎多良見インターチェンジ (IC) に接続している。川平ICからは、昭和町方面出口と西山町方面出口とに分岐する。全国路線網の1つ。
高速道路ナンバリングによる路線番号は、「E96」が割り振られている。
長崎多良見料金所から川平料金所までの区間は全線4車線だが、急カーブや急勾配が連続するため制限速度は60km/hに抑えられており、標識に加え制限速度を警告する看板が多数立てられている。全区間ETC利用可能。途中休憩所は存在しないが、長崎と各地を結ぶながさき出島道路経由便以外の多くの高速バスや長崎空港行きリムジンバスや諫早と長崎を結ぶ長崎県交通局が運行する一般の路線バスもこの道路を経由しているため、バス停留所がいくつか設置されている。ただし高速バスは出島号がバイパス多良見に停車する以外はバイパス内無停車。
国道34号現道とは大きく異なる北寄りの経路をとっており、諫早市や長崎自動車道と長崎市北部の浦上地区を最短距離で結ぶ役割も果たしている。

## 概要
- 起点：長崎県諫早市多良見町市布
- 終点：長崎県長崎市昭和二丁目・長崎県長崎市西山四丁目
- 全長：15.1 km
- 車線数：4車線（起点 - 川平）、暫定2車線（川平 - 昭和、川平 - 西山）
- 制限速度：60 km/h

## 沿革
- 1967年（昭和42年）11月17日：一部開通（昭和線の完成）。九州初の有料自動車専用道路となった。当初は暫定2車線で、後に4車線に拡幅。
- 1991年（平成3年）3月27日：二期工事完成（西山線の完成）。
- 2006年（平成18年）10月31日：ETC通勤割引の試行導入。2007年度の延長決定。川平有料道路との乗継は適用外（2008年10月より適用済み）。
- 2010年（平成22年）6月28日 ：長崎多良見 - 川平間が、通行料全車無料化社会実験の対象区間に指定され実行された。ただし、長崎バイパスと接続している川平有料道路は無料化実験の対象外である。

## インターチェンジなど
- 全区間長崎県内に所在。
- IC番号欄の背景色が■である部分については道路が供用済みの区間を示している。また、施設名欄の背景色が■である部分は施設が供用されていない、または完成していないことを示す。未開通のIC/JCT名は仮称。
- 料金区の都合上で便宜上多良見 - 昭和をA区間（川平から分岐する関係で川平 - 昭和を指すことが多い）、川平 - 西山をB区間と称する（「西山バイパス」の通称がある）。また、川平有料道路をC区間と通称することがある。多良見方面から入ると終点の川平まで出られない（古賀市布IC、間ノ瀬ICとも川平方面のみ出入り可能なハーフインターチェンジ）ので注意。

| -                              | 市布名IC          | 国道34号（現道）     | 0.0 |                      | 諫早市 |
| 11                             | 長崎多良見IC      | E34 長崎自動車道     | 0.9 |                      | 諫早市 |
| -                              | バイパス多良見BS  |                      |     |                      | 長崎市 |
| 11-1                           | 古賀市布IC        |                      | 1.5 |                      | 長崎市 |
| -                              | 正念BS            |                      |     |                      | 長崎市 |
| -                              | 東長崎トンネル    |                      |     | 上り492 m、下り598 m | 長崎市 |
| 11-2                           | 間ノ瀬IC/八峰口BS | 県道45号東長崎長与線 | 4.0 |                      | 長崎市 |
| -                              | 前岳トンネル      |                      |     | 上り325 m、下り445 m | 長崎市 |
| -                              | 畦別当BS          |                      |     |                      | 長崎市 |
| -                              | 犬継BS            |                      |     | バイパス犬継         | 長崎市 |
| -                              | 川平BS            |                      |     | バイパス川平         | 長崎市 |
| -                              | 新旧分岐点        |                      | 9.2 |                      | 長崎市 |
| 長崎バイパスA区間・B区間に分岐 |                   |                      |     |                      | 長崎市 |

### A区間
- 全区間長崎県長崎市内に所在。
- IC番号欄の背景色が■である部分については道路が供用済みの区間を示している。また、施設名欄の背景色が■である部分は施設が供用されていない、または完成していないことを示す。未開通のIC/JCT名は仮称。

| -                           | 川平料金所   |                                                        | 0.0 |           |
| 11-3                        | 川平IC       | 川平有料道路 県道113号長与大橋町線 県道235号昭和馬町線 | 0.2 |           |
| -                           | 浦上トンネル |                                                        |     | 長さ362 m |
| -                           | 昭和町IC     | 県道113号長与大橋町線                                  | 2.1 |           |
| 県道113号長与大橋町線に接続 |              |                                                        |     |           |

### B区間
- 全区間長崎県長崎市内に所在。
- IC番号欄の背景色が■である部分については道路が供用済みの区間を示している。また、施設名欄の背景色が■である部分は施設が供用されていない、または完成していないことを示す。未開通のIC/JCT名は仮称。

| -                         | 川平料金所   |                     | 0.0 |             |
| -                         | 川平トンネル |                     |     | 長さ120 m   |
| -                         | 西山トンネル |                     |     | 長さ2,467 m |
| -                         | 西山IC       | 県道235号昭和馬町線 | 3.2 |             |
| 県道235号昭和馬町線に接続 |              |                     |     |             |

## 接続道路
- E34 長崎自動車道
- 川平有料道路

## 交通量
24時間交通量（台） 道路交通センサス
| 区間                              | 平成17（2005）年度 | 平成22（2010）年度 | 平成27（2015）年度 |
| --------------------------------- | ------------------ | ------------------ | ------------------ |
| 市布名 - 長崎道・長崎多良見IC     | 33,711             | 38,559             | 20,033             |
| 長崎道・長崎多良見IC - 古賀市布IC | 33,711             | 38,559             | 29,339             |
| 古賀市布IC - 間の瀬IC             | 33,711             | 39,162             | 31,023             |
| 間の瀬IC - 川平IC                 | 33,711             | 44,377             | 34,091             |
| 川平IC - 西山町                   | 10,583             | 17,545             | 10,716             |
| 川平IC - 昭和町                   | 17,941             | 22,374             | 20,350             |

（出典：「平成22年度道路交通センサス」・「平成27年度全国道路・街路交通情勢調査」（国土交通省ホームページ）より一部データを抜粋して作成）
- 平成22年度の調査期間中において全線では、高速道路無料化社会実験が行われていた。

- 令和2年度に実施予定だった交通量調査は、新型コロナウイルスの影響で延期された[3]。